# Koordinatenreferenzsystem
Ein Koordinatenreferenzsystem oder Koordinatenbezugsystem (KBS), engl. coordinate reference system, international mit CRS abgekürzt, ist ein Koordinatensystem, das durch Verknüpfung mit einem Datum auf die reale Welt bezogen ist. Zur Beschreibung der Erde wird das Geodätische Datum oder Vertikale Datum verwendet.
Der Begriff wurde in der Norm ISO 19111 Geographic Information - Spatial referencing by coordinates eingeführt und definiert.

## Arten von Koordinatenreferenzsystemen
Folgende Arten von Koordinatenreferenzsystemen werden im Wesentlichen unterschieden:

### Geographisches CRS
Das geografische CRS verwendet ein ellipsoidisches Modell der Erde, um auf dessen Oberfläche die Position eines Objekts mit zweidimensionalen Koordinaten (Längen- und Breitengrad) zu beschreiben. Die Lage des künstlichen Ellipsoides bezüglich der realen Erde wird mit einem geodätischen Datum beschrieben.
Wird zusätzlich eine Höhe angegeben, die auf das Ellipsoid bezogen ist, wird das als 3D Geographisches CRS bezeichnet.

### Geozentrisches CRS
Das geozentrische CRS geht vom Schwerpunkt der Erde als Nullpunkt aus und verwendet dreidimensionale Koordinaten, um die Position eines Objektes zu beschreiben.

### Geodätisches CRS
Geographische und Geozentrische CRS werden auch als Geodätisches CRS bezeichnet.

### Weitere CRS
- Projiziert: ist ein geographisches CRS, bei dem die Koordinaten durch eine Kartenprojektion in die Ebene projiziert wurden.
- Lokal: ein CRS, das nur in einem lokalen Kontext verwendet wird; etwa für Bautätigkeiten oder zum Bestimmen von Koordinaten relativ zu sich bewegenden Objekten (wie Schiffe oder Flugzeuge).
- Kombiniert: CRS, bei denen die Lage und die Höhe in unterschiedlichen Bezugssystemen bestimmt wird.

## Abgrenzung zu Räumliches Bezugssystem
Die Norm ISO 19112 Spatial referencing by geographic identifiers unterscheidet die Begriffe Koordinatenreferenzsystem und Räumliches Bezugssystem (engl.: spatial reference system - SRS). Im Gegensatz zu Koordinatenreferenzsystemen (CRS), wo Koordinaten die Referenzierung herstellen, verwenden räumliche Bezugssysteme (SRS) dazu geografische oder semantische Kennzeichen. Dies können zum Beispiel postalische Adressen sein oder auch ganz allgemeine Angaben wie „auf dem Alexanderplatz in Berlin“ oder „östlich der Zugspitze“.

## EPSG-Code
EPSG-Codes sind ein weit verbreitetes Mittel, um den räumlichen Bezug von Geodaten eindeutig anzugeben. Die 4- bis 5-stelligen Schlüsselnummern beinhalten jeweils eine komplette Beschreibung eines Koordinatenreferenzsystems. Es gibt mehrere hundert solcher Referenzsysteme, und jedes besteht aus einer Liste von 10 bis 20 Parametern. Sie sind in der Liste der EPSG-Codes beschrieben. Durch die kurze Schlüsselnummer können diese komplexen Zusammenhänge in einfacher Form international ausgetauscht werden.